# Anna di Oldenburg
Anna di Oldenburg (Oldenburg, 14 novembre 1501 – Emden, 24 settembre 1575) fu vedova del conte Enno II della Frisia orientale ed alla di lui morte, contessa della Frisia orientale dapprima autonomamente e poi associando a sé i figli.

## Biografia
Anna era figlia del conte Giovanni V di Oldenburg e di Anna di Anhalt-Zerbst.
Il 6 marzo 1530 sposò il conte Enno II della Frisia orientale ritrovandosi poi vedova dopo 10 anni di matrimonio. Fu nel 1540, dunque, che ella prese personalmente la reggenza dello stato in nome dei suoi figli che si trovavano ancora in minore età per succedere al trono paterno. Ella nominò dunque il conte Cristoforo di Oldenburg suo fratello quale suo consigliere personale e una delle sue prime riforme personali fu quella delle forze di polizia (1545) che portò poi alla riforma dell'intero sistema legale.
Nel 1558, ella abolì la legge della primogenitura stabilendo che i domini della casata del marito fossero suddivisi equamente tra ia suoi figli, questo in particolare per prevenire una futura dominazione svedese in vista del matrimonio del suo figlio primogenito con la principessa Caterina Vasa, figlia del re Gustavo I di Svezia avvenuto nel 1559, che ad ogni modo avrebbe garantito prestigio e sicurezza alla Frisia orientale. In quello stesso 1558, Anna associò quindi a sé nel governo il figlio Edzardo II e successivamente nel 1561 decise di affiancargli il fratello minore Giovanni II, ritirandosi definitivamente dalla scena politica.
Anna di Oldenburg morì il 24 settembre 1575 a Emden.

## Matrimonio e figli
Anna sposò il conte Enno II della Frisia orientale e la coppia ebbe i seguenti figli:
- Elisabetta (10 gennaio 1531 - 6 settembre 1555), sposò nel 1553 il conte Giovanni V di Schaumburg-Pinneberg
- Edzardo II, conte della Frisia orientale, (24 giugno 1532 - 1º settembre 1599)
- Edvige (29 giugno 1535 - 4 novembre 1616), sposò l'8 ottobre 1562 il duca Ottone II di Brunswick-Harburg
- Anna (3 gennaio 1534 - 20 maggio 1552)
- Cristoforo (8 ottobre 1536 - 29 settembre 1566)
- Giovanni II, conte della Frisia orientale, (29 settembre 1538 - 29 settembre 1591)

## Ascendenza
|                                        |                               |                                | Genitori |  |  | Nonni |  |  | Bisnonni              |  |  | Trisnonni                |  |
|                                        |                               |                                |          |  |  |       |  |  | Dietrich di Oldenburg |  |  | Cristiano V di Oldenburg |  |
|                                        |                               |                                |          |  |  |       |  |  | Dietrich di Oldenburg |  |  | Cristiano V di Oldenburg |  |
|                                        |                               | Agnese di Hohnstein-Herringen  |          |  |  |       |  |  | Dietrich di Oldenburg |  |  |                          |  |
| Gerardo VI di Oldenburg                |                               |                                |          |  |  |       |  |  | Dietrich di Oldenburg |  |  |                          |  |
|                                        |                               | Edvige di Schauenburg          | …        |  |  |       |  |  |                       |  |  |                          |  |
|                                        |                               | Edvige di Schauenburg          | …        |  |  |       |  |  |                       |  |  |                          |  |
|                                        |                               | Edvige di Schauenburg          | …        |  |  |       |  |  |                       |  |  |                          |  |
| Giovanni V di Oldenburg                |                               | Edvige di Schauenburg          |          |  |  |       |  |  |                       |  |  |                          |  |
|                                        |                               | Ottone VII di Tecklenburg      | …        |  |  |       |  |  |                       |  |  |                          |  |
|                                        |                               | Ottone VII di Tecklenburg      | …        |  |  |       |  |  |                       |  |  |                          |  |
|                                        |                               | Ottone VII di Tecklenburg      | …        |  |  |       |  |  |                       |  |  |                          |  |
| Adelaide di Tecklenburg                |                               | Ottone VII di Tecklenburg      |          |  |  |       |  |  |                       |  |  |                          |  |
|                                        |                               | Ermengarda di Hoya             | …        |  |  |       |  |  |                       |  |  |                          |  |
|                                        |                               | Ermengarda di Hoya             | …        |  |  |       |  |  |                       |  |  |                          |  |
|                                        |                               | Ermengarda di Hoya             | …        |  |  |       |  |  |                       |  |  |                          |  |
| Anna di Oldenburg                      |                               | Ermengarda di Hoya             |          |  |  |       |  |  |                       |  |  |                          |  |
|                                        | Sigismondo I di Anhalt-Dessau | …                              |          |  |  |       |  |  |                       |  |  |                          |  |
|                                        | Sigismondo I di Anhalt-Dessau | …                              |          |  |  |       |  |  |                       |  |  |                          |  |
|                                        | Sigismondo I di Anhalt-Dessau | …                              |          |  |  |       |  |  |                       |  |  |                          |  |
| Giorgio I, I principe di Anhalt-Zerbst | Sigismondo I di Anhalt-Dessau |                                |          |  |  |       |  |  |                       |  |  |                          |  |
|                                        |                               | Giuditta di Querfurt           | …        |  |  |       |  |  |                       |  |  |                          |  |
|                                        |                               | Giuditta di Querfurt           | …        |  |  |       |  |  |                       |  |  |                          |  |
|                                        |                               | Giuditta di Querfurt           | …        |  |  |       |  |  |                       |  |  |                          |  |
| Anna di Anhalt-Zerbst                  |                               | Giuditta di Querfurt           |          |  |  |       |  |  |                       |  |  |                          |  |
|                                        |                               | Alberto III di Lindau-Ruppin   | …        |  |  |       |  |  |                       |  |  |                          |  |
|                                        |                               | Alberto III di Lindau-Ruppin   | …        |  |  |       |  |  |                       |  |  |                          |  |
|                                        |                               | Alberto III di Lindau-Ruppin   | …        |  |  |       |  |  |                       |  |  |                          |  |
| Anna di Lindow-Ruppin                  |                               | Alberto III di Lindau-Ruppin   |          |  |  |       |  |  |                       |  |  |                          |  |
|                                        |                               | Anna di Schlesien-Glogau-Sagan | …        |  |  |       |  |  |                       |  |  |                          |  |
|                                        |                               | Anna di Schlesien-Glogau-Sagan | …        |  |  |       |  |  |                       |  |  |                          |  |
|                                        |                               | Anna di Schlesien-Glogau-Sagan | …        |  |  |       |  |  |                       |  |  |                          |  |
|                                        |                               | Anna di Schlesien-Glogau-Sagan |          |  |  |       |  |  |                       |  |  |                          |  |